# Dương Nguyên Hòa
Dương Nguyên Hòa (chữ Hán: 杨元和, ? - ?), người dân tộc Đê, thủ lĩnh nước Cừu Trì vào đời Nam Bắc triều, tại vị trong khoảng thời gian 455 ÷ 466. Ông chỉ là thủ lĩnh trên danh nghĩa, luôn chịu sự khống chế của chánh quyền Lưu Tống, về sau đào tẩu sang Bắc Ngụy.

## Cuộc đời và sự nghiệp
Nguyên Hòa là con trai của thủ lĩnh Dương Bảo Tông. Năm 450, thủ lĩnh Dương Văn Đức bị cầm tù ở Kinh Châu, chánh quyền Lưu Tống thừa nhận Nguyên Hòa là hậu duệ chánh thống của Cừu Trì, nhưng lấy cớ ông "nhỏ tuổi kém tài", trì hoãn cho phép ông lên ngôi, sai Dương Đầu đồn trú Gia Lô.
Năm 455, Nguyên Hòa được nhận chức Chinh lỗ tướng quân, phong Vũ Đô vương, trấn thủ Bạch Thủy. Năm 466, Nguyên Hòa cảm thấy không thể đảm đương (có lẽ vì Dương Đầu đã mất), dâng thành hàng Ngụy, được Bắc Ngụy Văn Thành đế ban chức Chinh nam tướng quân, phong Vũ Đô vương, đưa về kinh sư Bình Thành.
Sử cũ không chép kết cục của Nguyên Hòa.